# 1888 год
1888 (ты́сяча восемьсо́т во́семьдесят восьмо́й) год  по григорианскому календарю — високосный год, начинающийся в воскресенье. Это 1888 год нашей эры, 8‑й год 9‑го десятилетия XIX века 2‑го тысячелетия, 9‑й год 1880‑х годов. Он закончился 137 лет назад.
| Пн | Вт | Ср | Чт | Пт | Сб | Вс |
|    |    |    |    |    |    | 1  |
| 2  | 3  | 4  | 5  | 6  | 7  | 8  |
| 9  | 10 | 11 | 12 | 13 | 14 | 15 |
| 16 | 17 | 18 | 19 | 20 | 21 | 22 |
| 23 | 24 | 25 | 26 | 27 | 28 | 29 |
| 30 | 31 |    |    |    |    |    |

| Пн | Вт | Ср | Чт | Пт | Сб | Вс |
|    |    | 1  | 2  | 3  | 4  | 5  |
| 6  | 7  | 8  | 9  | 10 | 11 | 12 |
| 13 | 14 | 15 | 16 | 17 | 18 | 19 |
| 20 | 21 | 22 | 23 | 24 | 25 | 26 |
| 27 | 28 | 29 |    |    |    |    |

| Пн | Вт | Ср | Чт | Пт | Сб | Вс |
|    |    |    | 1  | 2  | 3  | 4  |
| 5  | 6  | 7  | 8  | 9  | 10 | 11 |
| 12 | 13 | 14 | 15 | 16 | 17 | 18 |
| 19 | 20 | 21 | 22 | 23 | 24 | 25 |
| 26 | 27 | 28 | 29 | 30 | 31 |    |

| Пн | Вт | Ср | Чт | Пт | Сб | Вс |
|    |    |    |    |    |    | 1  |
| 2  | 3  | 4  | 5  | 6  | 7  | 8  |
| 9  | 10 | 11 | 12 | 13 | 14 | 15 |
| 16 | 17 | 18 | 19 | 20 | 21 | 22 |
| 23 | 24 | 25 | 26 | 27 | 28 | 29 |
| 30 |    |    |    |    |    |    |

| Пн | Вт | Ср | Чт | Пт | Сб | Вс |
|    | 1  | 2  | 3  | 4  | 5  | 6  |
| 7  | 8  | 9  | 10 | 11 | 12 | 13 |
| 14 | 15 | 16 | 17 | 18 | 19 | 20 |
| 21 | 22 | 23 | 24 | 25 | 26 | 27 |
| 28 | 29 | 30 | 31 |    |    |    |

| Пн | Вт | Ср | Чт | Пт | Сб | Вс |
|    |    |    |    | 1  | 2  | 3  |
| 4  | 5  | 6  | 7  | 8  | 9  | 10 |
| 11 | 12 | 13 | 14 | 15 | 16 | 17 |
| 18 | 19 | 20 | 21 | 22 | 23 | 24 |
| 25 | 26 | 27 | 28 | 29 | 30 |    |

| Пн | Вт | Ср | Чт | Пт | Сб | Вс |
|    |    |    |    |    |    | 1  |
| 2  | 3  | 4  | 5  | 6  | 7  | 8  |
| 9  | 10 | 11 | 12 | 13 | 14 | 15 |
| 16 | 17 | 18 | 19 | 20 | 21 | 22 |
| 23 | 24 | 25 | 26 | 27 | 28 | 29 |
| 30 | 31 |    |    |    |    |    |

| Пн | Вт | Ср | Чт | Пт | Сб | Вс |
|    |    | 1  | 2  | 3  | 4  | 5  |
| 6  | 7  | 8  | 9  | 10 | 11 | 12 |
| 13 | 14 | 15 | 16 | 17 | 18 | 19 |
| 20 | 21 | 22 | 23 | 24 | 25 | 26 |
| 27 | 28 | 29 | 30 | 31 |    |    |

| Пн | Вт | Ср | Чт | Пт | Сб | Вс |
|    |    |    |    |    | 1  | 2  |
| 3  | 4  | 5  | 6  | 7  | 8  | 9  |
| 10 | 11 | 12 | 13 | 14 | 15 | 16 |
| 17 | 18 | 19 | 20 | 21 | 22 | 23 |
| 24 | 25 | 26 | 27 | 28 | 29 | 30 |

| Пн | Вт | Ср | Чт | Пт | Сб | Вс |
| 1  | 2  | 3  | 4  | 5  | 6  | 7  |
| 8  | 9  | 10 | 11 | 12 | 13 | 14 |
| 15 | 16 | 17 | 18 | 19 | 20 | 21 |
| 22 | 23 | 24 | 25 | 26 | 27 | 28 |
| 29 | 30 | 31 |    |    |    |    |

| Пн | Вт | Ср | Чт | Пт | Сб | Вс |
|    |    |    | 1  | 2  | 3  | 4  |
| 5  | 6  | 7  | 8  | 9  | 10 | 11 |
| 12 | 13 | 14 | 15 | 16 | 17 | 18 |
| 19 | 20 | 21 | 22 | 23 | 24 | 25 |
| 26 | 27 | 28 | 29 | 30 |    |    |

| Пн | Вт | Ср | Чт | Пт | Сб | Вс |
|    |    |    |    |    | 1  | 2  |
| 3  | 4  | 5  | 6  | 7  | 8  | 9  |
| 10 | 11 | 12 | 13 | 14 | 15 | 16 |
| 17 | 18 | 19 | 20 | 21 | 22 | 23 |
| 24 | 25 | 26 | 27 | 28 | 29 | 30 |
| 31 |    |    |    |    |    |    |

## События
"Год трёх императоров" в Германии.
- 9 января — Учреждена Financial Times.
- 9 марта — смерть германского императора Вильгельма I. На трон взошёл его сын Фридрих III.
- 22 марта — президент США Гровер Кливленд осуществил арбитраж, по которому Никарагуа лишилась права давать концессии на строительство межокеанского канала на своей территории без согласия Коста-Рики[1].
- 13 мая — отмена рабства в Бразилии. Принцесса Изабелла от имени императора Педру II подписала принятый Генеральным собранием «Золотой закон», гласивший: «1. Рабство в Бразилии отменяется»[2].
- 15 июня — смерть германского императора Фридриха III, правившего всего 99 дней. На трон взошёл его сын Вильгельм II.
- 29 июня — сделана одна из старейших сохранившихся звукозаписей. Оратория Генделя «Израиль в Египте», исполнявшаяся хором из 4000 голосов на Генделевском фестивале в лондонском Хрустальном Дворце, была записана на усовершенствованный фонограф Эдисона. Эта звукозапись, сделанная представителем Эдисона в Англии полковником Джорджем Гуро, считается старейшей из сохранившихся записей музыки, сделанных с целью дальнейшего воспроизведения. Также она считалась старейшей из сохранившихся записей музыки вообще, до момента цифрового восстановления фонавтограмм французского изобретателя Леона Скотта.
- 10 августа — после многомесячных антиправительственных восстаний подал в отставку и эмигрировал во Францию президент Гаити Луи Этьен Фелисите Саломон. Временным президентом стал Пьер Буарон-Каналь[3].
- 14 августа — в Барселоне открылся учредительный съезд Всеобщего союза трудящихся Испании[4].
- 9 октября — в Вашингтоне для широкой публики официально открыт Монумент Вашингтону.[источник не указан 2543 дня]
- 14 октября — был заснят первый кинофильм в истории кинематографа — «Сцена в саду Раундхэй»
- 29 октября — крушение императорского поезда Александра III у станции Борки Курско-Харьково-Азовской железной дороги, серьёзно подкосившее здоровье императора.
- 8 ноября — во время циклона судно «Vaitarna»[англ.], шедшее под флагом Британской Индии, пропало близ побережья Гуджарата; погибло 746 человек.
- 16 декабря — генерал Франсуа Дени Лежитим назначен президентом Республики Гаити[5].
- 31 декабря — открылся объединительный съезд Социал-демократической партии Австрии в Хайнфельде[6].

### Без точных дат
- В Москве начато строительство первой электростанции.
- Лондон потрясли убийства Джека-Потрошителя.
- Генрих Герц открыл электромагнитные волны, длина волны которых была несколько десятков сантиметров. Его опыты явились важной вехой в создании радио.
- Появился первый фотоаппарат «Кодак».
- Джон Данлоп запатентовал изобретённую им накачиваемую воздухом (пневматическую) велосипедную шину.
- Создание Всеобщего союза трудящихся в Испании.
- Декабрь — 1889 год, январь — учредительный съезд Социал-демократической партии Австрии в Гайнфельде.

## Родились
См. также: Категория:Родившиеся в 1888 году
- 1 января — Владимир Давидович Баранов-Россине — русский художник-авангардист (ум. 1944).
- 13 марта — Антон Семёнович Макаренко, советский педагог и писатель, крупнейший теоретик образования (ум. 1939).
- 19 марта — Джозеф Альберс — немецкий и американский художник-абстракционист, дизайнер, теоретик и педагог (ум. 1976).
- 24 марта — Виктор Эдуардович Кингисепп, руководитель Коммунистической партии Эстонии (уб. 1922).
- 31 марта — Генрих Густавович Нейгауз — русский и советский пианист и педагог немецкого происхождения (ум. 1964).
- 19 мая — Николай Михайлович Шверник, советский государственный, партийный и профсоюзный деятель, Председатель Президиума Верховного Совета СССР в 1946—1953 годах, Герой Социалистического Труда (ум. в 1970).
- 6 июня — Валериан Владимирович Куйбышев, российский революционер и советский партийный и политический деятель (ум. в 1935).
- 16 июня — Александр Александрович Фридман, русский и советский математик и геофизик, создатель теории нестационарной Вселенной (ум. 1925).
- 10 июля — Джорджо де Кирико — итальянский художник, основатель метафизического направления в искусстве (scuola metafisica); оказал влияние на живопись сюрреализма (ум. 1978).
- 11 июля — Карл Шмитт, немецкий юрист, политический мыслитель, во времена нацистской Германии заметный государственный деятель (ум. 1985).
- 17 июня — Гейнц Гудериан, немецкий военачальник, один из основоположников теории глубоких танковых операций.
- 23 июля — Рудольф Рудольфович Френц (ум. 1956), советский живописец и педагог.
- 16 августа — Томас Эдвард Лоуренс, или Лоуренс Аравийский — британский офицер и путешественник (ум. 1935).
- 6 сентября — Джозеф Кеннеди, видный американский бизнесмен и политический деятель (ум. 1969).
- 26 сентября — Томас Стернз Элиот — американо-английский поэт-модернист, драматург и литературный критик (ум. 1965).
- 16 октября — Юджин О’Нил — американский драматург, лауреат Нобелевской премии по литературе 1936 года (ум. 1953).
- 7 ноября — Нестор Иванович Махно, анархо-коммунист, в 1918—1921 годах предводитель отрядов крестьян-повстанцев на Украине в Гражданскую войну (ум. 1924).
- 10 ноября — Андрей Николаевич Туполев, советский учёный и авиаконструктор (ум. 1972).
- 11 ноября — Иоганнес Иттен — швейцарский художник, педагог, ведущий теоретик цвета в школе Баухаус (ум. 1967).
- 19 ноября — Хосе Рауль Капабланка, кубинский шахматист, 3-й чемпион мира по шахматам (ум. 1942).
- 24 ноября — Дейл Карнеги, американский педагог, писатель. Разработал психологические курсы по самосовершенствованию, навыкам эффективного общения, выступления и другие (ум. 1955).
- 16 декабря — Александр I Карагеоргиевич, король Югославии в 1921—1934 годах (уб. 1934).

- Александр Фридман
- Николай Шверник

## Скончались
См. также: Категория:Умершие в 1888 году
- 21 февраля — Константин Александрович Гирс — контр-адмирал Российского императорского флота (род. 1829).
- 5 апреля — Всеволод Михайлович Гаршин — русский писатель (род. 1855).
- 13 мая — Яков Фёдорович Головацкий, украинский поэт, писатель, фольклорист (род. 1814).
- 8 сентября — барон Роман Иосифович Анреп-Эльмпт, известный путешественник (род. 1834).
- 22 сентября — Адлерберг, Александр Владимирович, российский государственный деятель, генерал-адъютант, министр Императорского двора и уделов в 1870 — 1881 годах, ближайший советник императора Александра II (род. 1818).
- 19 ноября — Пётр Петрович Глотов, генерал-лейтенант Русской императорской армии, директор Михайловского Воронежского кадетского корпуса (род. 1827).
- 3 декабря — Карл Цейсс, основатель известной фабрики оптических приборов (род. 1816).